# Gran Premio di Città del Messico 2024
Il Gran Premio di Città del Messico 2024 è stata la ventesima prova della stagione 2024 del campionato mondiale di Formula 1. La gara si è corsa domenica 27 ottobre all'Autodromo Hermanos Rodríguez di Città del Messico ed è stata vinta dallo spagnolo Carlos Sainz Jr. su Ferrari, al quarto successo in carriera; Sainz Jr. ha preceduto all'arrivo il britannico Lando Norris su McLaren-Mercedes e il suo compagno di squadra, il monegasco Charles Leclerc.
All'intero weekend di gara hanno assistito 404 958 spettatori, nuovo record per il Gran Premio di Città del Messico all'Autodromo Hermanos Rodríguez. Il precedente primato apparteneva all'edizione del 2023, caratterizzata da una presenza di 400 639 spettatori nel fine settimana.

## Vigilia

### Aspetti tecnici
Per questo Gran Premio la Pirelli, fornitore unico degli pneumatici, offre la scelta tra gomme di mescola C3, C4 e C5, la tipologia di mescole più morbide che caratterizza l'intera gamma messa a disposizione dall'azienda fornitrice degli pneumatici per il campionato. La Pirelli stabilisce la stessa tipologia di pneumatici per questo Gran Premio come nella gara precedente del 2023, dove per l'occasione fu la prima edizione a utilizzare questa tipologia. Essa viene stabilita per la decima volta in stagione, la prima dal Gran Premio di Singapore. Prima della gara di Marina Bay, la Pirelli nomina allo stesso tempo la tipologia di pneumatici disponibile per il successo Gran Premio di San Paolo. In questo appuntamento la seconda sessione di prove libere dura 90 minuti, su decisione della Pirelli. Essa è legata alla necessità di effettuare i test sulle mescole più morbide della gamma Pirelli del 2025 (C4, C5 e C6).
La Federazione conferma le tre zone per l'utilizzo del Drag Reduction System stabilite nella prima edizione della corsa nel 2021, quando, con tale denominazione, il Gran Premio debuttò nel calendario del campionato mondiale di Formula 1. Sul circuito sede della gara, l'Autodromo Hermanos Rodríguez, in passato tracciato ospitante di venti edizioni valide per il mondiale di Formula 1 del Gran Premio del Messico, vengono fissate tre zone per l'utilizzo del dispositivo mobile. La prima e la seconda zona sono stabilite, rispettivamente, sul lungo rettilineo dei box e nel tratto compreso tra la curva 3 e la curva 4, con un unico detection point, fissato all'uscita della curva 15. La terza zona, il nuovo tratto aggiuntivo introdotto per l'edizione 2019 del Gran Premio del Messico, è stabilita tra la curva 11 e la curva 12, con detection point stabilito dopo la curva 9. Rispetto all'ultima edizione del 2023, il punto di attivazione per la zona DRS stabilita sul lungo rettilineo principale viene modificato. Se in precedenza era posto 165 metri dopo la curva 17, ora è posizionato 240 metri dopo quest'ultima.
Rispetto all'edizione del 2023, il circuito è oggetto di alcune modifiche. I muri in cemento tra la curva 9 e la curva 10 sul lato sinistro, così come quello tra la curva 12 e la curva 13, e quello tra quest'ultima curva e la curva 14, sono stati riallineati. Il muro tra la curva 12 e la curva 13 è stato esteso. Tra la curva 11 e la curva 12, nell'area del centro medico, è stata riasfaltata una sezione lunga 50 metri. La pista è stata riasfaltata tra la curva 12 e la curva 15, nel terzo settore, così come in alcune sezioni in pit lane. L'asfalto molto liscio e il fatto che la pista sia poco utilizzata fa sì che i livelli di grip siano piuttosto bassi all'inizio del weekend di gara, con un'alta evoluzione della pista una volta gommatasi.
La Federazione stabilische che se un pilota passa completamente dietro il cordolo bianco e rosso all'apice della curva 11 deve ricongiungersi alla pista tenendosi a destra della prima disposizione dei blocchi di polistirene e poi completamente a sinistra del secondo blocco di polistirolo parallelo all'uscita della curva. Se non viene percorsa correttamente la curva 4 il pilota può fare uso, quando necessario, della via di fuga a sinistra dell'area di deflusso dell'asfalto che riporta in pista prima della curva 6. L'organo mondiale dell'automobilismo rende noto che al termine della gara del precedente Gran Premio degli Stati Uniti d'America, tra le prime dieci vetture classificate è stata sorteggiata la Mercedes di George Russell per le verifiche tecniche. Le ispezioni hanno riguardato il sistema idrico, compresi gli scambiatori di calore, e i sensori standard di pressione e di temperatura. Tutti gli elementi ispezionati sono risultati essere conformi al regolamento tecnico.
Prima dell'inizio della prima sessione di prove libere del venerdì, sulla vettura di Lance Stroll viene installata la quarta scatola del cambio e la quarta trasmissione. Il pilota canadese dell'Aston Martin non è penalizzato sulla griglia di partenza in quanto i nuovi componenti installati rientrano tra quelli utilizzabili nel numero massimo stabilito dal regolamento tecnico.

### Aspetti sportivi
Il Gran Premio rappresenta il ventesimo appuntamento stagionale a distanza di una settimana dalla disputa del Gran Premio degli Stati Uniti d'America, diciannovesima gara del campionato. Per l'ottava volta in stagione, il calendario prevede una prova a distanza di una settimana dall'altra. Dopo la tenuta della prova in Texas, in America del Nord, la prima dalla disputa del Gran Premio del Canada, il mondiale disputa un secondo appuntamento, consecutivo, in questa parte di continente. Il Gran Premio è il sesto evento dopo la pausa estiva, la seconda e ultima prova calendarizzata nel mese di ottobre, nonché l'ottava gara della seconda parte di stagione. La corsa si disputa in ottobre ininterrottamente dal 2022, ed è la seconda prova di un trittico di gare, il secondo su tre totali in stagione, posta a cavallo tra il precedente Gran Premio degli Stati Uniti d'America e il successivo Gran Premio di San Paolo. La disputa di tre Gran Premi per tre settimane consecutive avvenne, per la prima volta in assoluto nella storia della categoria, nel campionato 2018, in un'occasione, così come nel 2022 e 2023, e per tre volte ciascuno nel 2020 e 2021. Il mondiale disputa un appuntamento sulla tipologia di tracciato permanente per il secondo weekend di gara consecutivo. Il contratto per l'inserimento della gara nel calendario mondiale, sempre all'Autodromo Hermanos Rodríguez, è stato rinnovato nel mese di ottobre 2022 fino alla stagione 2025. Per la quarta edizione consecutiva della gara il Gran Premio non presenta una sponsorizzazione nella denominazione ufficiale, risultando il terzo Gran Premio del campionato, dopo quelli di Monaco e di Ungheria, a non essere oggetto di title sponsor. A questa edizione assistono 404 958 spettatori nel corso del weekend di gara, il quale rappresenta il record assoluto per il Gran Premio. Il precedente primato apparteneva all'edizione del 2023, caratterizzata da una presenza di 400 639 spettatori nel fine settimana.
Presente nel calendario del campionato mondiale di Formula 1 fin dalla stagione 2021, il Gran Premio di Città del Messico vede la disputa della sua quarta edizione. Inizialmente il debutto della gara era previsto durante la stagione 2020, nel mese di novembre, ma, a causa delle problematiche dettate dalla pandemia di COVID-19, la Formula 1 non poté spostarsi oltreoceano, costringendo la Federazione ad annullare tutte le tappe previste sul suolo americano, posticipando quindi il suo debutto alla stagione 2021. La denominazione del Gran Premio, nella lingua locale in spagnolo "Gran Premio de la Ciudad de México", rappresentò la quarantanovesima diversa denominazione utilizzata dalla Federazione per un Gran Premio nel calendario del mondiale. Gli organizzatori dell'evento e Liberty Media raggiunsero un accordo per il rinnovo del contratto e per la ridenominazione del Gran Premio del Messico in quello della città ospitante, capitale del Paese. Le difficoltà economiche manifestate, che avevano fatto temere per il rinnovo già dall'anno venturo, vengono superate grazie ad una cordata di imprenditori che supportano l'accordo. Il nuovo cambio di denominazione viene stabilito per sottolineare il sostegno fornito dal governo di Città del Messico. L'Autodromo Hermanos Rodríguez, sede della gara, è già stato oggetto, su tre diverse configurazioni, di venti edizioni valide per il campionato mondiale di Formula 1 del Gran Premio del Messico, corse dal 1963 al 1970, dal 1986 al 1992, e nuovamente dal 2015 al 2019. Fin dalla prima edizione del Gran Premio con questa denominazione, la configurazione usata del tracciato è quella introdotta nel calendario del campionato mondiale nel 2015. Il circuito, intitolato alla memoria dei fratelli Ricardo e Pedro Rodríguez, si trova a 2 238 metri sul livello del mare, all'altezza più alta fra tutti i tracciati presenti nel calendario del campionato mondiale, e influenza le vetture a causa della rarefazione dell'aria. Esso è il secondo più corto del mondiale, dietro al circuito di Monaco sede del Gran Premio omonimo. Sul rettilineo dei box lungo 1,2 km le monoposto raggiungono le più alte velocità di tutto il mondiale. Il Messico rientra tra diverse nazioni ad aver ospitato almeno due Gran Premi sul proprio territorio, oltre a quello omonimo.
Il pilota olandese campione del mondo della Red Bull Racing, Max Verstappen, è il più vincente nel Gran Premio di Città del Messico, con tre successi, in altrettante edizioni disputate. Verstappen detiene una pole position, al pari del finlandese della Sauber, Valtteri Bottas, e del monegasco della Ferrari, Charles Leclerc. Il campione del mondo condivide tre podi insieme al britannico della Mercedes, Lewis Hamilton, davanti al suo compagno di squadra, il messicano Sergio Pérez, con due podi, e Leclerc, con uno. Hamilton, il compagno di scuderia George Russell e Bottas condividono un giro più veloce a testa. La Red Bull Racing è in testa con tre successi in altrettante edizioni, e ha conquistato il maggior numero di podi (5). La scuderia austriaca condivide una pole position con la Mercedes e la Ferrari. Il costruttore tedesco ha in bacheca tre giri più veloci in altrettante edizioni. All'Autodromo Hermanos Rodríguez Verstappen ha ottenuto il maggior numero di successi (5), mentre Hamilton di podi (6). Jim Clark è il pilota con più pole position (4) e giri più veloci (3). La Red Bull Racing ha trionfato per cinque volte, la Lotus ha più pole position (6), la Ferrari più podi (12), e, insieme alla Mercedes, più giri più veloci (5). Delle ventitré edizioni disputate sulla pista messicana, la corsa è stata vinta per dieci volte dalla pole position (43,48%). La posizione più indietro dal quale è stata vinta la corsa in griglia di partenza è stata la tredicesima. Il Gran Premio non ha mai assegnato né il titolo piloti né costruttori. In Messico si è assegnato per cinque volte quello piloti e per due volte quello costruttori. La safety car ha fatto sempre la sua comparsa in tutte le gare disputate su questo tracciato a partire dal 2015. Durante l'edizione 2016 del Gran Premio del Messico, nel lungo rettilineo, l'allora pilota della Williams, Bottas, raggiunse la velocità di 372,499 km/h stabilendo il nuovo record assoluto in gara per la Formula 1. Nell'edizione 2021 la Mercedes segnò il centonovantesimo giro più veloce, in quella del 2022 Hamilton il centonovantesimo podio, Leclerc la centesima partenza in un Gran Premio nella categoria, e la Red Bull Racing l'ottantesima pole position. Nel 2023 il pilota tedesco della Haas, Nico Hülkenberg, la centesima gara, la Red Bull Racing la centodecima vittoria, e la Ferrari la duecentocinquantesima pole position.
Il pilota spagnolo dell'Aston Martin, Fernando Alonso, disputa il quattrocentesimo Gran Premio in carriera. L'argentino Franco Colapinto della Williams e il neozelandese Liam Lawson della RB, che hanno preso il posto rispettivamente di Logan Sargeant a partire dal Gran Premio d'Italia e di Daniel Ricciardo dal precedente Gran Premio degli Stati Uniti d'America, corrono per la prima volta all'Autodromo Hermanos Rodríguez. Lawson disputò con la stessa scuderia all'epoca denominata AlphaTauri la prima sessione di prove libere nel 2022. La Williams partecipa al Gran Premio con una speciale livrea per celebrare la partnership con Mercado Libre. Essa sarà utilizzata anche nel successivo Gran Premio di San Paolo.
Cinque giovani piloti prendono parte alla prima sessione di prove libere del venerdì secondo quanto previsto nel regolamento sportivo valevole dal 2022, in cui tutte le squadre iscritte al campionato hanno l'obbligo di schierare, durante le sessioni di prove libere, almeno due piloti giovani che non abbiano corso in più di due Gran Premi, in due occasioni, uno su ciascuna vettura. Il russo con cittadinanza israeliana di riserva della Ferrari e della Sauber, Robert Švarcman, alla scuderia elvetica al posto del cinese Zhou Guanyu, con il numero 97. Per Švarcman è la seconda apparizione dopo essere stato schierato nella stessa sessione del Gran Premio d'Olanda, al posto del finlandese Valtteri Bottas. Il brasiliano di riserva dell'Aston Martin, Felipe Drugovich, al posto dello spagnolo Fernando Alonso, con il numero 34. Il messicano di riserva della McLaren, Patricio O'Ward, al posto del britannico Lando Norris, con il numero 29. L'italiano di riserva della Mercedes, Andrea Kimi Antonelli, al posto del britannico Lewis Hamilton, con il numero 12. Per Antonelli è la seconda apparizione dopo essere stato schierato nella stessa sessione del Gran Premio d'Italia, al posto dell'altro britannico George Russell. Il britannico di riserva della Ferrari e della Haas, oltre che di Formula 2 per il team Prema Racing, Oliver Bearman, alla scuderia italiana al posto del monegasco Charles Leclerc, con il numero 38. Bearman ha già corso in stagione, debuttando in un Gran Premio di Formula 1, in quello d'Arabia Saudita con il numero 38, alla Ferrari al posto dello spagnolo Carlos Sainz Jr., in quanto a quest'ultimo era stata diagnosticata un'appendicite. Egli è stato anche schierato nel corso della prima sessione di prove libere del Gran Premio dell'Emilia-Romagna alla Haas, al posto del danese Kevin Magnussen, nel Gran Premio di Spagna, al posto di Nico Hülkenberg, nel Gran Premio di Gran Bretagna, al posto di Magnussen, e nel Gran Premio d'Ungheria, al posto di Hülkenberg. Inoltre, ha corso nel Gran Premio d'Azerbaigian con il numero 50 al posto di Magnussen, quest'ultimo escluso per i dodici punti accumulati sulla superlicenza nel periodo di dodici mesi.
L'ex pilota di Formula 1 Johnny Herbert è nominato commissario aggiunto. Il britannico ha svolto in passato, in diverse occasioni, tale funzione, l'ultima nel Gran Premio di Singapore. È la casa automobilistica britannica Aston Martin a fornire la safety car e la medical car, per l'ultima volta fornitrice delle vetture nel precedente Gran Premio degli Stati Uniti d'America.

## Prove

### Resoconto
George Russell è il più rapido, della prima sessione, con un tempo di ben due secondi più basso, rispetto al migliore della analoga sessione del 2023. Il britannico ha preceduto Sainz Jr. e Tsunoda; Max Verstappen, quarto, ha dovuto abbandonare la sessione prima del termine, a causa del danneggiamento del fondo della sua vettura. La sessione è stata interrotta dopo venti minuti, per un'uscita di pista di Alexander Albon, che ha perso il controllo della sua Williams, nella parte tortuosa del tracciato, dopo un contatto con Oliver Bearman. La monoposto è finita in testacoda, e poi contro le barriere. Entrambi i piloti sono rimasti incolumi, ma non hanno potuto concludere il loro programma. La sessione era stata interrotta, dopo appena cinque minuti, dopo che Andrea Kimi Antonelli aveva danneggiato il fondo della sua Mercedes, avendo colpito un detrito.
Al termine della sessione, Robert Švarcman viene convocato dai commissari sportivi per aver superato sotto il regime di bandiere gialle. Il pilota israeliano viene penalizzato di cinque posizioni sulla griglia di partenza al prossimo Gran Premio a cui prende parte nella categoria. Alexander Albon e Oliver Bearman vengono convocati per l'incidente che li ha visti coinvolti alla curva 9. Entrambi i piloti non ricevono sanzioni. La direzione gara comunica che le specifiche aggiuntive degli pneumatici da asciutto sono messe a disposizione di tutte le squadre a fini di valutazione.
La seconda sessione ha avuto una durata di un'ora e mezza, al fine di consentire alla Pirelli una più approfondita analisi sulle gomme progettate per il 2025. Ciascuna scuderia ha avuto a disposizione cinque giri veloci, in configurazione da qualifica, più dodici giri per la simulazione di gara. Al termine della sessione Carlos Sainz Jr. è risultato il migliore, davanti a Oscar Piastri e un confermato Yuki Tsunoda, terzo anche nella prima sessione. Russell, primo nella sessione mattutina, è stato vittima di un pesante incidente, alla curva 9, tanto che la sua monoposto era rimasta incastrata nelle protezioni. Il pilota è comunque illeso. Albon non ha potuto prendere parte alla sessione, per l'impossibilità della sua scuderia di sistemare la vettura, mentre Verstappen ha compiuto solo pochissimi giri, per un guaio alla power unit. Anche Leclerc, che aveva lasciato la monoposto a Bearman al mattino, ha scontato dei ritardi per il riassemblaggio della monoposto, ma ha chiuso col quarto tempo.
Nella notte tra il venerdì e il sabato, la Red Bull Racing e la Mercedes utilizzano il secondo dei due coprifuochi concessi durante la stagione per effettuare le operazioni sulle proprie vetture. Entrambe le scuderie non ricevono sanzioni. Sulla vettura di George Russell viene sostituito il telaio dopo l'incidente nella seconda sessione.
Prima dell'inizio della terza sessione di prove libere del sabato, sulla vettura di Charles Leclerc e Zhou Guanyu viene installata la quinta scatola del cambio e la quarta trasmissione. Sulla vettura di Fernando Alonso la quarta unità di entrambi gli stessi componenti. Tutti e tre i piloti non sono penalizzati sulla griglia di partenza in quanto i nuovi componenti installati rientrano tra quelli utilizzabili nel numero massimo stabilito dal regolamento tecnico. Sulla vettura di Carlos Sainz Jr. ed Esteban Ocon viene installata rispettivamente la sesta e ottava unità relativa all'impianto di scarico. Entrambi i piloti non sono penalizzati sulla griglia di partenza in quanto i nuovi componenti installati rientrano tra quelli utilizzabili nel numero massimo stabilito dal regolamento tecnico.
La sessione del sabato ha visto il dominio della McLaren, con Piastri che ha preceduto di pochi millesimi Lando Norris. Il tempo del pilota australiano è al di sotto di sette decimi da quello che valse la pole position nell'edizione del 2023. Sainz Jr. ha confermato la sua competitività, col terzo tempo, davanti a Verstappen, Hamilton e Leclerc.

### Risultati
Nella prima sessione del venerdì si è avuta questa situazione:
| Pos | Nº | Pilota           | Costruttore   | Tempo    | Gap    | Giri |
| --- | -- | ---------------- | ------------- | -------- | ------ | ---- |
| 1   | 63 | George Russell   | Mercedes      | 1'17"998 |        | 24   |
| 2   | 55 | Carlos Sainz Jr. | Ferrari       | 1'18"315 | +0"317 | 25   |
| 3   | 22 | Yuki Tsunoda     | RB-Honda RBPT | 1'18"699 | +0"701 | 24   |

Nella seconda sessione del venerdì si è avuta questa situazione:
| Pos | Nº | Pilota           | Costruttore      | Tempo    | Gap    | Giri |
| --- | -- | ---------------- | ---------------- | -------- | ------ | ---- |
| 1   | 55 | Carlos Sainz Jr. | Ferrari          | 1'17"699 |        | 34   |
| 2   | 81 | Oscar Piastri    | McLaren-Mercedes | 1'17"877 | +0"178 | 30   |
| 3   | 22 | Yuki Tsunoda     | RB-Honda RBPT    | 1'17"878 | +0"179 | 30   |

Nella sessione del sabato si è avuta questa situazione:
| Pos | Nº | Pilota           | Costruttore      | Tempo    | Gap    | Giri |
| --- | -- | ---------------- | ---------------- | -------- | ------ | ---- |
| 1   | 81 | Oscar Piastri    | McLaren-Mercedes | 1'16"492 |        | 18   |
| 2   | 4  | Lando Norris     | McLaren-Mercedes | 1'16"551 | +0"059 | 18   |
| 3   | 55 | Carlos Sainz Jr. | Ferrari          | 1'16"832 | +0"340 | 21   |

## Qualifiche

### Resoconto
Sainz Jr. chiude il primo tentativo in 1'17"444, quattro decimi più rapido di Leclerc, prima che Norris scenda in 1'17"203. I tre hanno colto il tempo con gomme medie. Hamilton s'intercala fra le due Ferrari; poco dopo le due Aston Martin battono il tempo di Leclerc. Verstappen, con gomme soft, segna 1'16"998, mentre risalgono, al quarto e quinto posto, le due Williams. Rimane staccato, di un secondo e mezzo dal tempo del campione del mondo, Sergio Pérez, che sconta dei problemi in frenata. Davanti si alternano al secondo posto Nico Hülkenberg e Gasly. Russell progredisce al quarto posto, mentre Lewis Hamilton non va oltre l'ottava posizione. Peggio fa Piastri, solo tredicesimo. L'altro portacolori della McLaren, Norris, stacca il miglior tempo (1'16"505). Piastri vede, inoltre, il suo tempo cancellato, per il mancato rispetto dei limiti di pista. Sia lui, che Pérez, sembrano in grande difficoltà per il passaggio del turno. Albon è quinto, davanti a Yuki Tsunoda, settimo. Leclerc torna terzo, prima che Tsunoda risalga al quinto posto, con il suo ultimo giro rapido. Magnussen entra in quarta posizione. Non accedono alla fase successiva Colapinto, Piastri, Pérez, Ocon e Zhou.
In Q2 il primo tempo è di Albon (1'17"090). In questa fase tutti i piloti optano subito per l'uso delle gomme morbide. Verstappen porta il limite in 1'16"629, mentre Charles Leclerc è quarto, anche se il suo tempo viene, in seguito, cancellato, staccato di cinque decimi da Albon; meglio fa Sainz Jr., secondo. Kevin Magnussen sale al quinto posto, davanti a Hülkenberg e Bottas, ma, poco dopo, Tsunoda, è quarto. Gasly è terzo, ma tocca a Lando Norris staccare 1'16"301, miglior tempo. Russell e Hamilton sono, rispettivamente, terzo e quarto. Rientra quinto Albon, mentre Leclerc, col suo secondo giro rapido, coglie il terzo tempo, sufficiente per metterlo a riparo dall'eliminazione. Sainz Jr. si porta a un solo millesimo dal tempo di Verstappen. Magnussen si migliora, ed è ottavo; in seguito è Hülkenberg a prendere l'ottavo tempo. Nella parte finale della fase Tsunoda ha un incidente alla curva 12, portando all'esposizione della bandiera rossa, che fa terminare la sessione. Non passano alla Q3 Tsunoda, Lawson, Alonso, Stroll e Bottas.
Nella fase decisiva Hülkenberg scende in 1'17"581, ma è Verstappen a fissare un tempo più significativo: 1'16"368. Norris resta staccato di quasi sei decimi, mentre Albon batte le due Haas. Leclerc si piazza a un decimo da Verstappen, dopo che Pierre Gasly era entrato in terza posizione. Sainz Jr. chiude in 1'16"055; nel frattempo il tempo di Verstappen è cancellato per il mancato rispetto dei limiti del tracciato. Le Mercedes hanno il terzo e quarto tempo. Col secondo tentativo Magnussen ha il quinto rilievo cronometrico, Gasly il sesto e Albon l'ottavo. Leclerc, che ha il miglior parziale nel primo settore, chiude a due decimi da Sainz Jr., che è anche capace di migliorarsi. Verstappen è secondo, davanti a Norris.
Carlos Sainz Jr. conquista la sesta pole position in carriera, la prima dopo quella ottenuta nel Gran Premio di Singapore 2023, poi vittorioso. Per la Ferrari è la duecentoquarantatreesima partenza in prima posizione della storia, la quarta della stagione, la prima dopo quella nel Gran Premio d'Azerbaigian con Leclerc, la seconda consecutiva nel Gran Premio di Città del Messico, e la quinta generale all'Autodromo Hermanos Rodríguez. Verstappen, secondo per la terza gara di fila, ottiene la settantaduesima prima fila in carriera e la quattordicesima del campionato, e la quarta sul circuito messicano. Con Norris terzo, per la McLaren è la miglior partenza all'Autodromo Hermanos Rodríguez dal 1991 con Ayrton Senna.
Leclerc, quarto, si qualifica dietro al compagno di squadra per la seconda gara consecutiva, mentre Russell, quinto, è davanti a Hamilton per 15-5 in stagione. L'ex campione del mondo ha concluso la gara al secondo posto dopo essere partito dalla stessa posizione nel 2023. Magnussen parte settimo dopo non essere mai partito più in alto della quattordicesima posizione nelle sei precedenti apparizioni sul circuito messicano. Il danese, in Q3 per la seconda gara di fila, non ha mai terminato nei primi dieci in stagione. Grazie all'ottava posizione di Gasly, per l'Alpine è il miglior risultato nelle qualifiche in Messico dal 2018. Con Albon nono, per la Williams è la prima partenza nei primi dieci all'Autodromo Hermanos Rodríguez da Felipe Massa nel 2017. Il nono posto eguaglia anche la miglior partenza in stagione per il thailandese. Hülkenberg è decimo per la sua nona prestazione stagionale in Q3. Il tedesco si qualifica per la prima volta nei primi dieci in Messico. L'undicesima posizione di Tsunoda è il suo miglior risultato nelle qualifiche su questa pista, nonostante l'incidente in Q2. Lawson si qualifica dodicesimo dopo aver terminato a punti nel precedente Gran Premio degli Stati Uniti d'America partito diciannovesimo. Alonso è tredicesimo come nell'edizione precedente. Lo spagnolo manca l'accesso alla Q3 solo per la seconda volta nelle ultime nove gare. Stroll ottiene la sua miglior prestazione in qualifica in Messico dal 2017 dopo essere partito ultimo o dalla pit lane negli ultimi tre anni. Bottas, quindicesimo, non raggiunge il Q3 per la prima volta a Città del Messico. In finlandese pone fine a una serie di cinque eliminazioni consecutive dalla Q1, la peggiore della sua carriera. Colapinto è eliminato in Q1 per la seconda gara di fila, ma ha terminato al decimo posto nella precedente corsa. Piastri è eliminato nella prima fase per la prima volta in stagione dopo essere stato il più veloce nella terza sessione di prove libere. Il suo tempo è stato di 1"105 secondi più lento di quello delle ultime prove. Pérez è eliminato per la quinta volta in Q1 in stagione e per la prima volta nel Gran Premio di casa. Ocon è stato eliminato per l'ottava volta in Q1 in campionato, venendo eliminato nella prima fase delle qualifiche per la seconda edizione consecutiva.
Sainz Jr. è il quinto pilota diverso in stagione in pole position, il diciassettesimo diverso sul circuito messicano, nonché il quarto differente su altrettante edizioni disputate, e il primo di nazionalità spagnola. Per il pilota della Ferrari è la tredicesima prima fila in carriera, la seconda del campionato e all'Autodromo Hermanos Rodríguez. In precedenza Sainz Jr. si era qualificato in Messico undicesimo, decimo, nono, ottavo, settimo, sesto, quinto e secondo, in quest'ordine. Lo spagnolo ottiene la sesta pole position in altrettanti Gran Premi e circuiti differenti. La scuderia di Maranello diventa il team con il maggior numero di partenze al palo in questo appuntamento, ottenendo la quarta prima posizione nelle ultime sette gare in Messico, dove non trionfa dal 1990. È il primo costruttore con i due piloti in pole position in stagione. Verstappen, dopo le sette pole position ottenute nei primi sette Gran Premi, ne ha ottenuto solo una in tredici prove ufficiali, nel Gran Premio d'Austria. Sainz Jr. e Verstappen condividono la prima fila per la sesta volta. Le prime tre posizioni sono occupate da tre costruttori diversi. Il vincitore del Gran Premio è partito terzo in tre delle ultime quattro gare disputate.
Sono stati cancellati quattro tempi dai commissari sportivi ai piloti per non aver rispettato i limiti della pista, durante le qualifiche. Si sono visti cancellare il tempo Lewis Hamilton (alla curva 1), Oscar Piastri (alla curva 12), Charles Leclerc e Max Verstappen (alla curva 2). Fernando Alonso e Lance Stroll non ricevono sanzioni da parte dei commissari sportivi, per non aver rispettato le istruzioni stabilite dalla direzione gara. I due piloti dell'Aston Martin hanno superato il tempo limite di un minuto e trentasei secondi valevole tra la seconda linea della safety car e la prima di essa, per entrambi nel corso dell'ottavo giro in Q1.

### Risultati
Nella sessione di qualifica si è avuta questa situazione:
| Pos                         | Nº | Pilota           | Costruttore                  | Q1       | Q2       | Q3       | Griglia |
| --------------------------- | -- | ---------------- | ---------------------------- | -------- | -------- | -------- | ------- |
| 1                           | 55 | Carlos Sainz Jr. | Ferrari                      | 1'16"778 | 1'16"515 | 1'15"946 | 1       |
| 2                           | 1  | Max Verstappen   | Red Bull Racing-Honda RBPT   | 1'16"803 | 1'16"514 | 1'16"171 | 2       |
| 3                           | 4  | Lando Norris     | McLaren-Mercedes             | 1'16"505 | 1'16"301 | 1'16"260 | 3       |
| 4                           | 16 | Charles Leclerc  | Ferrari                      | 1'16"972 | 1'16"641 | 1'16"265 | 4       |
| 5                           | 63 | George Russell   | Mercedes                     | 1'17"194 | 1'16"937 | 1'16"356 | 5       |
| 6                           | 44 | Lewis Hamilton   | Mercedes                     | 1'17"306 | 1'16"973 | 1'16"651 | 6       |
| 7                           | 20 | Kevin Magnussen  | Haas-Ferrari                 | 1'17"125 | 1'17"003 | 1'16"886 | 7       |
| 8                           | 10 | Pierre Gasly     | Alpine-Renault               | 1'17"149 | 1'17"048 | 1'16"892 | 8       |
| 9                           | 23 | Alexander Albon  | Williams-Mercedes            | 1'17"189 | 1'16"988 | 1'17"065 | 9       |
| 10                          | 27 | Nico Hülkenberg  | Haas-Ferrari                 | 1'17"186 | 1'16"995 | 1'17"365 | 10      |
| 11                          | 22 | Yuki Tsunoda     | RB-Honda RBPT                | 1'17"182 | 1'17"129 | N.D.     | 11      |
| 12                          | 30 | Liam Lawson      | RB-Honda RBPT                | 1'17"380 | 1'17"162 | N.D.     | 12      |
| 13                          | 14 | Fernando Alonso  | Aston Martin Aramco-Mercedes | 1'17"307 | 1'17"168 | N.D.     | 13      |
| 14                          | 18 | Lance Stroll     | Aston Martin Aramco-Mercedes | 1'17"407 | 1'17"294 | N.D.     | 14      |
| 15                          | 77 | Valtteri Bottas  | Kick Sauber-Ferrari          | 1'17"393 | 1'17"817 | N.D.     | 15      |
| 16                          | 43 | Franco Colapinto | Williams-Mercedes            | 1'17"558 | N.D.     | N.D.     | 16      |
| 17                          | 81 | Oscar Piastri    | McLaren-Mercedes             | 1'17"597 | N.D.     | N.D.     | 17      |
| 18                          | 11 | Sergio Pérez     | Red Bull Racing-Honda RBPT   | 1'17"611 | N.D.     | N.D.     | 18      |
| 19                          | 31 | Esteban Ocon     | Alpine-Renault               | 1'17"617 | N.D.     | N.D.     | PL      |
| 20                          | 24 | Zhou Guanyu      | Kick Sauber-Ferrari          | 1'18"072 | N.D.     | N.D.     | 19      |
| Tempo limite 107%: 1'21"860 |    |                  |                              |          |          |          |         |

In grassetto sono indicate le migliori prestazioni in Q1, Q2 e Q3.

## Gara

### Resoconto
Prima della gara, sulla vettura di Esteban Ocon viene installata la terza unità relativa al motore a combustione interna e all'unità di controllo elettronico. Il francese dell'Alpine, qualificatosi in diciannovesima posizione, è costretto a partire dalla pit lane in quanto i nuovi componenti installati vengono sostituiti senza l'approvazione del delegato tecnico della Federazione sotto il regime di parco chiuso.
In partenza Verstappen attacca Sainz Jr., spingendolo fuori pista, e conquistando la prima posizione. Nelle retrovie Pierre Gasly porta Alexander Albon a collidere con Yuki Tsunoda, alla prima curva. La direzione di gara impone il regime di safety car per sei giri. Alla ripartenza non ci sono sorpassi, ma all'ottavo passaggio Sainz Jr. riprende la prima posizione. Poco dopo anche Lando Norris attacca il campione del mondo, che si difende in maniera molto dura: ne approfitta Charles Leclerc che passa entrambi, e sale secondo. Verstappen viene penalizzato di dieci secondi, per la manovra di difesa su Norris. Più tardi la direzione di gara commina un'ulteriore penalizzazione di dieci secondi al pilota della Red Bull Racing, sempre per le manovre compiute per non permettere a Norris il sorpasso.
Al quindicesimo giro George Russell supera Hamilton, per il quinto posto. Tre giri dopo Sergio Pérez attacca Lawson, per la decima posizione, ma il pilota della RB difende la sua posizione. Dopo venticinque giri Sainz Jr. guida con 4"5 su Leclerc, mentre Verstappen è terzo, ed in crisi con le gomme, tanto da essere avvicinato ancora da Norris. L'olandese si ferma, per il cambio gomme, al ventiseiesimo giro, ove sconta la penalizzazione, rientrando in gara quindicesimo. Dopo il cambio gomme di tutti i piloti di testa, Sainz Jr. è sempre primo, davanti a Leclerc, Norris e le due Mercedes.
Nei giri successivi Verstappen, anche grazie alle soste dei piloti che lo precedevano, risale sesto, alle spalle di Hamilton, ma davanti al duo della Haas. Anche Oscar Piastri, partito nelle retrovie, recupera molte posizioni, portandosi quinto al trentaquattresimo giro. Dopo la sosta il pilota della McLaren esce fuori dalla zona dei punti, ma è capace di rimontare, fino al nono posto, dopo 47 giri. Otto giri dopo Piastri sale di una posizione, passando Hülkenberg. Negli ultimi giri Norris recupera su Leclerc e, complice anche un errore del monegasco all'ultima curva, si prende la piazza d'onore, al sessantatreesimo passaggio. Tre giri dopo Lewis Hamilton, dopo un lungo duello, supera Russell, per la quarta posizione. Leclerc, all'ultimo giro, conquista il giro veloce, strappandolo a Pérez.
Carlos Sainz Jr. vince il quarto Gran Premio in carriera, il secondo successo in stagione dopo il Gran Premio d'Australia, con un totale di trecento giri in testa condotti in carriera. Per la Ferrari è il duecentoquarantottesimo trionfo della propria storia, la quinta vittoria della stagione, la seconda consecutiva, il primo successo nel Gran Premio di Città del Messico, e il terzo trionfo complessivo all'Autodromo Hermanos Rodríguez, il primo dopo quello del 1990 con Alain Prost. Norris è secondo e ottiene il dodicesimo podio del campionato, al pari di Verstappen. Il pilota della McLaren termina secondo per la tredicesima volta su un totale di venticinque podi in carriera. Il team di Woking ottiene il primo podio su questo tracciato da Ayrton Senna nel 1991. Leclerc chiude terzo per la seconda edizione consecutiva e ottiene il quarantunesimo podio in carriera, l'undicesimo dell'anno, e il decimo giro più veloce, all'ultima tornata.
Hamilton, quarto, termina fuori dal podio all'Autodromo Hermanos Rodríguez per la prima volta dal 2018. Il britannico della Mercedes non figura nei primi tre dalla pausa estiva. Il compagno Russell conclude al quinto posto, ottenendo il suo terzo piazzamento consecutivo tra i primi sei a Città del Messico. Verstappen termina sesto dopo aver vinto le ultime tre edizioni, tutte con un margine di almeno tredici secondi. Il campione del mondo non porta a termina una gara entro diciannove secondi dal vincitore dalla pausa estiva. Magnussen, settimo, ottiene il suo miglior risultato dal quinto posto nel Gran Premio del Bahrein 2022, il suo unico altro piazzamento tra i primi sette negli anni 2020. Piastri termina ottavo per la seconda edizione consecutiva, mentre Hülkenberg, nono, segna punti per l'ottava volta in questa stagione. Per la Haas è il miglior risultato di sempre su questa pista e ottiene punti con entrambe le vetture per la terza volta in campionato. Gasly è classificato decimo dopo aver concluso undicesimo nelle gare del 2022 e del 2023. Per il francese dell'Alpine è stato il sesto piazzamento a punti in stagione. La scuderia francese ha un distacco di soli tre punti dalla Williams, ottava, nel mondiale costruttori. Stroll è undicesimo, al miglior risultato sulla pista messicana dal 2017. Colapinto, dodicesimo, ha mantenuto il giro più veloce fino al sessantaduesimo giro dopo che nel precedente Gran Premio degli Stati Uniti d'America gli è stato sottratto a tre giri dal termine. Bottas è classificato quattordicesimo ma ha corso nella zona dei punti dopo che in precedenza aveva solo completato venti giri nei primi dieci in stagione. Il finlandese della Sauber ha completato quarantanove dei settantuno giri previsti prima di fermarsi ai box per cambiare pneumatici. Lawson, prima di chiudere in sedicesima posizione, ha corso per la prima volta tra i primi sei in carriera. Pérez è l'ultimo dei piloti classificati in diciassettesima posizione nel Gran Premio di casa. Alonso è ritirato per un problema ai freni della sua Aston Martin nel quattrocentesimo Gran Premio in carriera. Il suo ultimo ritiro era avvenuto nell'edizione precedente. Lo spagnolo si era ritirato sia in occasione della sua duecentesima gara (Gran Premio della Malesia 2013) che della sua trecentesima (Gran Premio del Canada 2018). Albon subisce il suo secondo ritiro al primo giro dell'anno, mentre Tsunoda è ritirato nel corso del primo giro per la terza volta nella sua carriera, e la seconda volta in questa gara dopo il 2021.
Sainz Jr., al venticinquesimo podio in carriera, il settimo della stagione, e il primo sul circuito messicano, eguaglia i successi stagionali di Hamilton e Piastri. Egli è il secondo pilota diverso trionfante nel Gran Premio di Città del Messico in quattro edizioni, e il sedicesimo differente sul circuito messicano in ventiquattro Gran Premi disputati. Il pilota della Ferrari è il primo spagnolo a trionfare in Messico, e termina una striscia di tre vittorie di fila appartenenti a Verstappen in questa gara. Sainz Jr. trionfa nel quarto Gran Premio e circuito differente in carriera e vince per la prima volta per due volte nella stessa stagione. Egli è il primo pilota della Ferrari a convertire in vittoria la partenza dalla pole position all'Autodromo Hermanos Rodríguez. Lo spagnolo ha concluso primo e secondo nelle ultime due gare dopo che nelle precedenti quattordici non aveva chiuso più in alto del terzo posto. La Ferrari è il team più vincente in stagione insieme alla McLaren, con cinque successi, dietro solo alla Red Bull Racing. Il costruttore italiano, che supera il team austriaco per il secondo posto nella classifica costruttori, è il secondo team a vincere questa gara in quattro edizioni, terminando una striscia di tre vittorie consecutive del costruttore di Milton Keynes. La Ferrari è arrivata a otto giri dal segnare due doppiette consecutive per la prima volta dal 2008 tra i Gran Premi del Bahrein e di Spagna. La scuderia di Maranello eguaglia i successi sul tracciato messicano della Lotus, McLaren, Williams e Mercedes. Il team di Woking figura il maggior numero di podi del campionato (19), il numero più alto a partire dal 2007.
Il premio del pilota del giorno viene assegnato per la cinquantottesima volta al vincitore del Gran Premio, nella seconda gara di fila del campionato, nonché per la terza volta in stagione a Sainz Jr.. È stato il terzo più lento Gran Premio disputato all'Autodromo Hermanos Rodríguez sul tempo della distanza di gara con la configurazione della pista in uso dal 2015, corso alla media di 181,524 km/h. La gara, con solo otto piloti a pieni giri, viene vinta per l'undicesima volta da un pilota partito in pole position. È stata solamente la terza gara ad essere vinta dalla partenza al palo negli ultimi dodici Gran Premi della stagione. Il tracciato messicano, dopo il suo ritorno in calendario nella stagione 2015, ha sempre figurato l'utilizzo della safety car. I primi sei giri hanno rappresentato il periodo di safety car più lungo della stagione. I meccanici della McLaren eguagliano il primato stagionale di tempo di quelli della Red Bull Racing nel Gran Premio di Cina per una sosta ai box durante un pit stop di Piastri, con 1"90. Sainz Jr., Norris e Leclerc condividono il podio per la seconda volta. Norris riduce il distacco in classifica piloti da Verstappen a 47 punti con quattro Gran Premi e due Sprint da disputare, il divario più basso dal Gran Premio di Monaco. L'olandese, leader del mondiale, non trionfa da dieci Gran Premi, ed eguaglia la sequenza record negativa di sempre di Jenson Button del 2009 tra i Gran Premi di Gran Bretagna e Abu Dhabi. McLaren e Ferrari sono distanziate di 29 punti nel mondiale costruttori.
Sono stati cancellati undici tempi dai commissari sportivi ai piloti per non aver rispettato i limiti della pista, durante la gara. Si sono visti cancellare il tempo due volte Lando Norris (una volta alla curva 8 e una volta alla curva 5), Sergio Pérez (una volta alla curva 2 e una volta alla curva 6) e Oscar Piastri (entrambe le volte alla curva 2), una volta Max Verstappen (alla curva 8), Lance Stroll (alla curva 4), Charles Leclerc (alla curva 17), Lewis Hamilton (alla curva 2) e Franco Colapinto (alla curva 1).

### Risultati
I risultati del Gran Premio sono i seguenti:
| Pos | Nº | Pilota           | Costruttore                  | Giri | Tempo/Ritiro              | Griglia | Punti |
| --- | -- | ---------------- | ---------------------------- | ---- | ------------------------- | ------- | ----- |
| 1   | 55 | Carlos Sainz Jr. | Ferrari                      | 71   | 1h40'55"800               | 1       | 25    |
| 2   | 4  | Lando Norris     | McLaren-Mercedes             | 71   | +4"705                    | 3       | 18    |
| 3   | 16 | Charles Leclerc  | Ferrari                      | 71   | +34"387                   | 4       | 16    |
| 4   | 44 | Lewis Hamilton   | Mercedes                     | 71   | +44"780                   | 6       | 12    |
| 5   | 63 | George Russell   | Mercedes                     | 71   | +48"536                   | 5       | 10    |
| 6   | 1  | Max Verstappen   | Red Bull Racing-Honda RBPT   | 71   | +59"558                   | 2       | 8     |
| 7   | 20 | Kevin Magnussen  | Haas-Ferrari                 | 71   | +1'03"642                 | 7       | 6     |
| 8   | 81 | Oscar Piastri    | McLaren-Mercedes             | 71   | +1'04"928                 | 17      | 4     |
| 9   | 27 | Nico Hülkenberg  | Haas-Ferrari                 | 70   | +1 giro                   | 10      | 2     |
| 10  | 10 | Pierre Gasly     | Alpine-Renault               | 70   | +1 giro                   | 8       | 1     |
| 11  | 18 | Lance Stroll     | Aston Martin Aramco-Mercedes | 70   | +1 giro                   | 14      |       |
| 12  | 43 | Franco Colapinto | Williams-Mercedes            | 70   | +1 giro                   | 16      |       |
| 13  | 31 | Esteban Ocon     | Alpine-Renault               | 70   | +1 giro                   | PL      |       |
| 14  | 77 | Valtteri Bottas  | Kick Sauber-Ferrari          | 70   | +1 giro                   | 15      |       |
| 15  | 24 | Zhou Guanyu      | Kick Sauber-Ferrari          | 70   | +1 giro                   | 19      |       |
| 16  | 30 | Liam Lawson      | RB-Honda RBPT                | 70   | +1 giro                   | 12      |       |
| 17  | 11 | Sergio Pérez     | Red Bull Racing-Honda RBPT   | 70   | +1 giro                   | 18      |       |
| Rit | 14 | Fernando Alonso  | Aston Martin Aramco-Mercedes | 15   | Freni                     | 13      |       |
| Rit | 23 | Alexander Albon  | Williams-Mercedes            | 0    | Collisione con Y. Tsunoda | 9       |       |
| Rit | 22 | Yuki Tsunoda     | RB-Honda RBPT                | 0    | Collisione con A. Albon   | 11      |       |

Charles Leclerc riceve un punto addizionale per aver segnato il giro più veloce della gara.

## Classifiche mondiali

### Piloti
| Pos | Pilota           | Punti |
| --- | ---------------- | ----- |
| 1   | Max Verstappen   | 362   |
| 2   | Lando Norris     | 315   |
| 3   | Charles Leclerc  | 291   |
| 4   | Oscar Piastri    | 251   |
| 5   | Carlos Sainz Jr. | 240   |
| 6   | Lewis Hamilton   | 189   |
| 7   | George Russell   | 177   |
| 8   | Sergio Pérez     | 150   |
| 9   | Fernando Alonso  | 62    |
| 10  | Nico Hülkenberg  | 31    |
| 11  | Lance Stroll     | 24    |
| 12  | Yuki Tsunoda     | 22    |
| 13  | Kevin Magnussen  | 14    |
| 14  | Alexander Albon  | 12    |
| 15  | Daniel Ricciardo | 12    |
| 16  | Pierre Gasly     | 9     |
| 17  | Oliver Bearman   | 7     |
| 18  | Franco Colapinto | 5     |
| 19  | Esteban Ocon     | 5     |
| 20  | Liam Lawson      | 2     |

### Costruttori
| Pos | Costruttore                  | Punti |
| --- | ---------------------------- | ----- |
| 1   | McLaren-Mercedes             | 566   |
| 2   | Ferrari                      | 537   |
| 3   | Red Bull Racing-Honda RBPT   | 512   |
| 4   | Mercedes                     | 366   |
| 5   | Aston Martin Aramco-Mercedes | 86    |
| 6   | Haas-Ferrari                 | 46    |
| 7   | RB-Honda RBPT                | 36    |
| 8   | Williams-Mercedes            | 17    |
| 9   | Alpine-Renault               | 14    |

## Decisioni della FIA
Il pilota messicano della Red Bull Racing, Sergio Pérez, è stato penalizzato di cinque secondi sul tempo di gara per falsa partenza. La penalità è stata scontata durante una sosta ai box. Pérez non riceve sanzioni per aver forzato alla curva 4 in fase di duello il pilota neozelandese della RB, Liam Lawson, ed averne tratto un vantaggio uscendo dal tracciato. Pérez non viene neanche sanzionato per aver forzato fuori dal tracciato in fase di duello, sempre alla curva 4, il pilota canadese dell'Aston Martin, Lance Stroll. Il compagno di scuderia, l'olandese Max Verstappen, è stato penalizzato in due occasioni di dieci secondi sul tempo di gara. Nella prima sanzione gli sono stati decurtati anche due punti sulla superlicenza. Nel primo caso per aver forzato fuori dal tracciato in fase di duello alla curva 4 il britannico della McLaren, Lando Norris, mentre nel secondo per essere uscito fuori dal tracciato alla curva 8 e averne tratto un vantaggio, sempre in una fase di duello con Norris. Entrambe le penalità, comminate in venti secondi, sono state scontate durante una sosta ai box.